# Naufragio del Dalni Vostok
El naufragio del Dalni Vostok ocurrió el 1 de abril de 2015 en el mar de Ojotsk, frente a la península de Kamchatka, en Rusia. Según se informó, había 132 personas a bordo del barco pesquero congelador Dalni Vostok.
En el barco trabajaban 78 rusos y 54 extranjeros, de países como Birmania, Ucrania y Letonia. El estado de muchos de los supervivientes es grave, con una fuerte hipotermia provocada por las bajas temperaturas del agua, en torno a cero grados.
El Dalni Vostok, un barco arrastrero de 5700 toneladas de peso y 104 metros de eslora, fue construido en 1989 y pertenecía a la compañía Magellan, con sede en la isla de Sajalín.